# خير الدين مرزوقي
خير الدين مرزوقي (مواليد 16 أغسطس 1992، عين الدفلى)، هو لاعب كرة قدم جزائري، يلعب لصالح مولودية الجزائر.
أنهى خير الدين مرزوقي موسم الرابطة الجزائرية المحترفة الثانية لكرة القدم 2014-2015 كأفضل هداف برصيد 17 هدفًا لصالح نادي سريع غليزان. في يونيو 2015، وقع خير الدين مرزوقي عقدًا لمدة عامين مع نادي مولودية الجزائر.

## حظر المنشطات
في يناير 2016، تم إيقاف خير الدين مرزوقي عن ممارسة الرياضة لمدة عامين من قبل الاتحاد الإفريقي لكرة القدم بعد ثبوت تناوله لمادة ميثيل هكسانامين.
في مارس 2016، أكد الاتحاد الدولي لكرة القدم أنه سيمنح حظرًا ممتدًا لأربع سنوات ليتم تطبيقه في جميع أنحاء العالم حتى 24 يناير 2020.